# Silicolit
Silicolitul este o serie de varietăți de cuarț microcristalin sau criptocristalin sau de cuarț microfibros.

## Varietăți de silicolit
- silex - cuarț microcristalin gasit in cretă
- chert - cuarț microcristalin gasit in calcar
- calcedonie - cuarț microfibros
- agat
- onix
- jasp
- carneol

## Utilizare
- foarte frecvent folosite ca bijuterii sunt varietățile colorate ale silicolitelor.
- a fost și încă este folosit în societățile umane primitive ca unealta.